# Baetasii
De Baetasii (ook Betasiërs of Betasii) was een tribaal samenwerkingsverband in de Romeinse provincie Germania Inferior. Later zou dit Germania Secunda worden. 
De exacte locatie van de Baetasii is nog niet met zekerheid bekend, maar meerdere mogelijkheden doen de ronde. Het meest waarschijnlijk lijkt een gebied ten oosten van de Maas ten noorden van de Sunici (ten noorden en oosten van de Roer) en ten zuidwesten van de Cugerni, die in de buurt van Xanten leefden. Het zwaartepunt van hun gebied zou in de omgeving Gennep, Goch en Geldern hebben gelegen, ruwweg het stroomgebied van het riviertje de Niers. Deze mogelijkheid is bijvoorbeeld voorgesteld door Byvanck.
Een andere mogelijkheid is in de omgeving van het Oost-Brabantse dorp Geetbets, waar een aantal plaatsnamen met "Beet" beginnen. Voorbeelden zijn Walsbets (bij Landen), Geetbets en/of Betekom.

## Voetnoten
1. ↑   Nederland in Den Romeinschen Tijd. Brill Archive, p. 201.